# Einbaum von Rouen
Der Einbaum von Rouen (französisch La pirogue de Rouen) wurde zwischen den Jahren 1993 und 1994 in Rouen im Département Seine-Maritime in der Normandie in Frankreich gefunden.
Arbeiten im Bereich einer ehemaligen Insel, südlich des Place de la Pucelle ermöglichten die Untersuchung eines fast 3000 Quadratmeter großen Areals, nahe der Seine. Die frühere Verschlammung der Senke bewirkte die Erhaltung von Elementen aus der Bronze- und Eisenzeit.
Der bedeutendste Fund war der 4,5 Meter lange Rest eines Einbaums aus einem Eichenstamm. Seine Seitenplanken fehlen fast völlig.

## Zum Einbaum als prähistorisches Transportmittel
Das Stammboot – als Transportmittel während der Ur- und Frühgeschichte – tritt in Frankreich erstmals im 8. bis 6. Jahrtausend v. Chr. auf. Während der Jungsteinzeit sind Einbäume in der Alten Welt verbreitet. Dagegen tauchen Monoxyl erzeugte Spante und Duchtauflagen beim Einbaum erst mit dem Plankenschiffbau der Bronzezeit nordeuropäischer Tradition auf. Seit der späten Bronzezeit scheint die Bauweise des Einbaumes um das Mittelmeer herum im Wesentlichen von einer komplexeren Schiffbautechnik abgelöst worden zu sein.